# کلکسیون جعبه‌ای

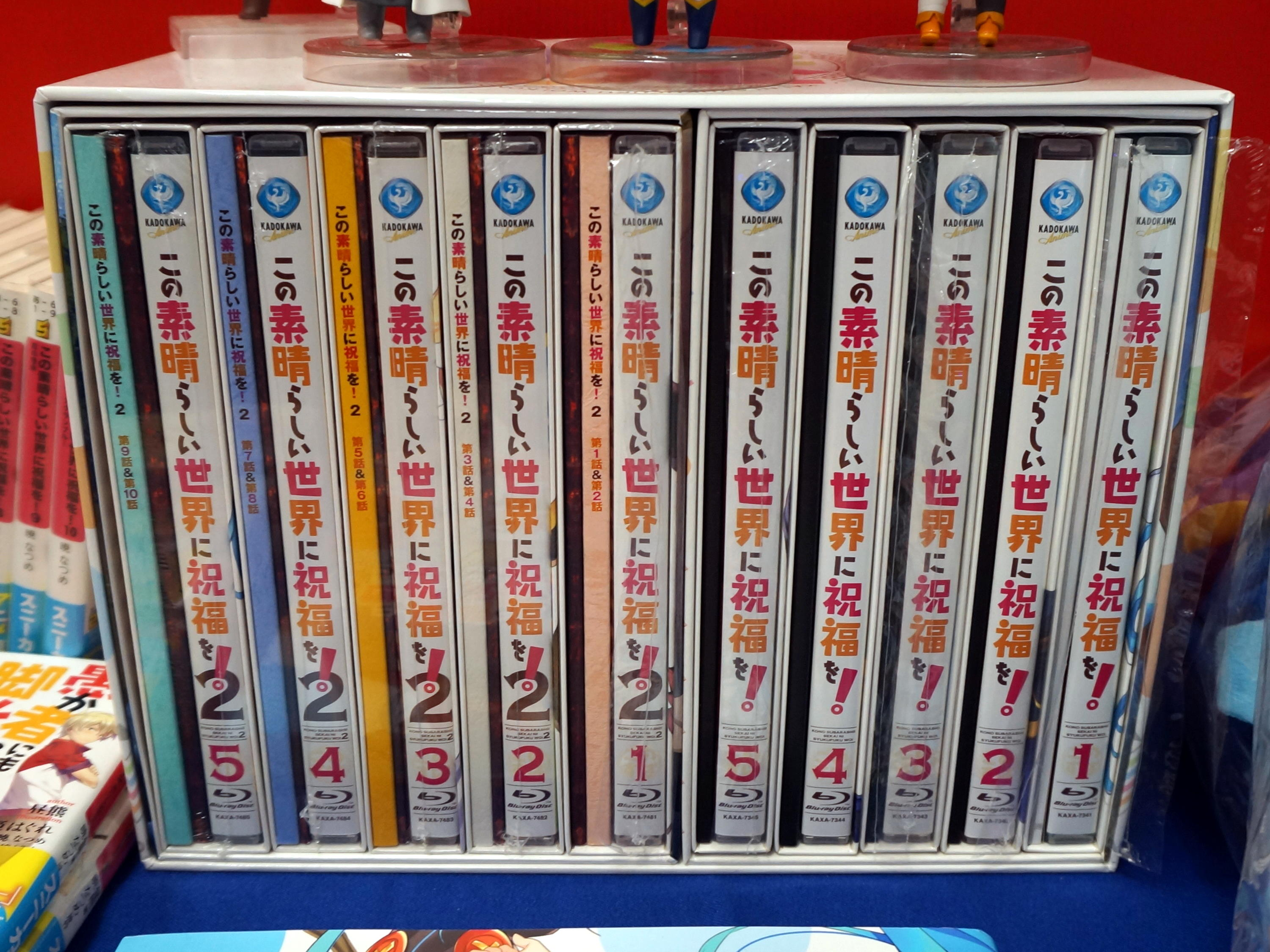
کلکسیونی از انیمه تلوزیونی کونوسوبا بر روی دیسک بلوبری

مجموعه جعبه‌ای (به انگلیسی: Box set) (نام‌های دیگر: باکس سِت، کلکسیون جعبه‌ای)؛ آلبومی گردآوری‌شده از آثار سمعی یا بصری همانند: آلبوم‌ها، ترانه‌ها، فیلم‌ها، کنسرت‌ها، موزیک ویدئوها، برنامه‌های تلویزیونی یا کتاب‌ها است که در یک جلد جعبه مانند منتشر می‌شود. این مجموعه می‌تواند آثار یک هنرمند یا مجموعه قسمت‌های یک برنامهٔ تلویزیونی، فیلم یا کتاب‌ها را تشکیل دهد.